# Rakušev mlin
Rakušev mlin (tudi Rakuschev mlin) je bil industrijski objekt v Celju, ki je stal ob Mariborski cesti pri podvozu pod železniško progo Celje - Velenje, severno od mestnega jedra. Izstopal je z rdečimi opečnatimi zidovi in predstavljal tipično industrijsko arhitekturo prehoda med 19. in 20. stoletjem, zato je bil razglašen za kulturni spomenik lokalnega pomena.
Objekt je bil zgrajen leta 1903 kot prvi parni mlin v mestu, ki se je izkazal za dobro naložbo zaradi bližine železniške proge. Od leta 1913 je bil v lasti družine Rakusch, po drugi svetovni vojni pa ga je oblast nacionalizirala, nakar je prenehal z obratovanjem.
Stavba je dolga desetletja samevala in propadala ter postala zbirališče za brezdomce, narkomane in mladino, večkrat je v njej tudi gorelo. Zaradi slabega stanja in spomeniškega varstva je bila manj zanimiva za investitorje, zato se je Mestna občina Celje nazadnje odločila, da jo prenovi sama in predela v poslovno-stanovanjski objekt. Oktobra 2014 pa se vnel močnejši požar, ki je poslopje močno poškodoval, med gašenjem je bilo porušeno celo nadstropje. Zaradi nevarnosti je gradbeni inšpektor izdal odločbo o rušitvi, ki se je začela 4. decembra istega leta. Štiri dni kasneje je bil objekt dokončno porušen kljub pozivom dela strokovne in širše javnosti o preučitvi možnosti za ohranitev spomenika.